# Richianny Ratovo
 (mars 2024).
La mise en forme du texte ne suit pas les recommandations de Wikipédia : il faut le « wikifier ».
Les points d'amélioration suivants sont les cas les plus fréquents :
- Les titres sont pré-formatés par le logiciel. Ils ne sont ni en capitales, ni en gras.
- Le texte ne doit pas être écrit en capitales (les noms de famille non plus), ni en gras, ni en italique, ni en « petit »…
- Le gras n'est utilisé que pour surligner le titre de l'article dans l'introduction, une seule fois.
- L'italique est rarement utilisé : mots en langue étrangère, titres d'œuvres, noms de bateaux, etc.
- Les citations ne sont pas en italique mais en corps de texte normal. Elles sont entourées par des guillemets français : « et ».
- Les listes à puces sont à éviter, des paragraphes rédigés étant largement préférés. Les tableaux sont à réserver à la présentation de données structurées (résultats, etc.).
- Les appels de note de bas de page (petits chiffres en exposant, introduits par l'outil «  Source ») sont à placer entre la fin de phrase et le point final[comme ça].
- Les liens internes (vers d'autres articles de Wikipédia) sont à choisir avec parcimonie. Créez des liens vers des articles approfondissant le sujet. Les termes génériques sans rapport avec le sujet sont à éviter, ainsi que les répétitions de liens vers un même terme.
- Les liens externes sont à placer uniquement dans une section « Liens externes », à la fin de l'article. Ces liens sont à choisir avec parcimonie suivant les règles définies. Si un lien sert de source à l'article, son insertion dans le texte est à faire par les notes de bas de page.
- La présentation des références doit suivre les conventions bibliographiques. Il est recommandé d'utiliser les modèles {{Ouvrage}}, {{Chapitre}}, {{Article}}, {{Lien web}} et/ou {{Bibliographie}}. Le mode d'édition visuel peut mettre en forme automatiquement les références.
- Insérer une infobox (cadre d'informations à droite) n'est pas obligatoire pour parachever la mise en page.

Pour une aide détaillée, merci de consulter Aide:Wikification.
Si vous pensez que ces points ont été résolus, vous pouvez retirer ce bandeau et améliorer la mise en forme d'un autre article.
Richianny Ratovo est une artiste contemporaine malgache, lauréate du prix Paritana 2021 et médaillée d'or en peinture aux Jeux de la Francophonie 2023.

## Biographie
Née en 1995 à Antananarivo, Madagascar, Richianny Ratovo, également connue sous le nom de Richianny Raherinjatovo, est une artiste pluridisciplinaire malgache. Son exploration artistique touche à la gravure, la poésie, la performance, la photographie et la peinture expérimentale, invitant le public à une réflexion profonde sur les émotions. Dès son enfance, Richianny baigne dans un environnement artistique au sein d'une famille d'artisans-ferronniers. Elle suit des cours de peinture au Cercle germano-malagasy (CGM) Analakely, puis se forme en architecture et design. 
Reconnue comme l'une des rares artistes malgaches maîtrisant la pyrogravure sur cuir, elle se distingue par sa technique de brûlage du support. Inspirée par son vécu, notamment la perte d'un proche, elle considère son art comme une thérapie. En outre, elle puise dans les valeurs traditionnelles malgaches et la vie quotidienne pour enrichir sa démarche. Soucieuse de l'environnement, Richianny utilise du bois récupéré pour ses créations, limitant ainsi le gaspillage. 

## Prix et distinctions
- 2021 Prix d'art contemporain Paritana de la Fondation H : Ce prix récompense chaque année trois artistes malgaches et leur offre un accompagnement ainsi qu'une résidence de trois mois à la Cité internationale des arts à Paris. Le projet de Richianny Ratovo pour ce prix s'intitulait "La parenthèse, ici commence le bonheur", une ode à la sensibilité, à l'amour et à la résilience[7].

- 2023 Médaille d'or en peinture au 9e Jeux de la Francophonie de 2023 à Kinshasa (Congo) : Richianny Ratovo a remporté ce prix grâce à ses tableaux "Hay Ny Tsiky Manaloka" (sourire mélancolique), qui explore le thème de la solitude parfaite, et "Fitaratra, Tantarao Ahy" (Miroir, Raconte-moi)[8].

## Expositions
- 2018 : Exposition collective "Duo" avec Natoa Rasolonjatovo au Cercle germano-malagasy (CGM), Antananarivo[6]
- 2022 : Exposition collective à la “Tana Design Week” à la Gare de Soarano d’Antananarivo qui a rassemblé un large éventail d'artistes et de collectifs, dont Clément Faure, Sophie Pozmentier, Nassara Design, Shama Boudhabhay, Sham’archi, le collectif "Civic city & dix milliards d’humains" et le collectif "Ultra-ordinaire"[9]
- 2022 : Exposition individuelle "Ici commence le bonheur" à l'Institut Français de Madagascar, Antananarivo[4]
- 2024 : Exposition collective "La nouvelle Terre" à Hakanto Contemporary à Antananarivo, aux côtés des artistes Amir Juvara Andrianalitiana (alias Amir.J), Joëlle Aresoa (dite Joey Aresoa), Aina Jo Harimanjato (dite Jo Aina) et Mbolatiana Raoilison (alias Clipse Teean). Pour cette exposition, Richianny Ratovo présente "Somambisamby", un ensemble de peintures sur verre et de sculptures inspiré du récit traditionnel malgache du même nom, narrant les événements se déroulant lors d'une pleine lune[10].